# Kim Joong-suk
Kim Joong-suk (kor. 김중석; * 4. April 1973) ist ein südkoreanischer Badmintonspieler. 

## Karriere
Kim Joong-suk gewann bei den südkoreanischen Meisterschaften 1993 Bronze im Herrendoppel gemeinsam mit Kim Hee-chun. 1998 erkämpfte er sich erneut Bronze, diesmal jedoch im Mixed mit Park Young-hee. Bei den Ostasienspielen 1997 gewann er Silber im Herrendoppel mit Choi Ji-tae.

## Sportliche Erfolge
| Saison | Veranstaltung                | Disziplin    | Platz | Name                           |
| ------ | ---------------------------- | ------------ | ----- | ------------------------------ |
| 1993   | Südkoreanische Meisterschaft | Herrendoppel | 3     | Kim Hee-chun / Kim Joong-suk   |
| 1997   | Ostasienspiele               | Herrendoppel | 2     | Choi Ji-tae / Kim Joong-suk    |
| 1998   | Südkoreanische Meisterschaft | Herrendoppel | 3     | Kim Joong-suk / Park Young-hee |

## Referenzen
- Kim Joong-suk beim Badminton-Weltverband

| Personendaten    | Personendaten                    |
| ---------------- | -------------------------------- |
| NAME             | Kim, Joong-suk                   |
| ALTERNATIVNAMEN  | 김중석                           |
| KURZBESCHREIBUNG | südkoreanischer Badmintonspieler |
| GEBURTSDATUM     | 4. April 1973                    |